# (4447) Kirov
(4447) Kirov est un astéroïde de la ceinture principale.

## Description
(4447) Kirov est un astéroïde de la ceinture principale. Il fut découvert le 7 novembre 1985 à la station Anderson Mesa par Edward L. G. Bowell. Il présente une orbite caractérisée par un demi-grand axe de 2,86 UA, une excentricité de 0,07 et une inclinaison de 2,7° par rapport à l'écliptique.

## Compléments